# João Cravinho (1936–2025)
João Cardona Gomes Cravinho (ur. 19 września 1936 w Malanje w Angoli, zm. 16 kwietnia 2025) – portugalski polityk, inżynier i działacz gospodarczy, minister, poseł do Zgromadzenia Republiki, poseł do Parlamentu Europejskiego III kadencji.

## Życiorys
Z wykształcenia inżynier budownictwa, absolwent Instituto Superior Técnico w ramach Universidade Técnica de Lisboa. Kształcił się następnie na Uniwersytecie Yale. Pracował w administracji publicznej, a także jako nauczyciel akademicki (m.in. w ISCTE i na Uniwersytecie w Coimbrze).
Zaangażował się w działalność polityczną w ramach Partii Socjalistycznej. W 1975 pełnił funkcję ministra przemysłu i technologii w rządzie przejściowym, którym kierował Vasco Gonçalves. W 1979, 1980, 1985, 1987, 1991, 1995, 1999, 2002 i 2005 wybierany na mandat posła do Zgromadzenia Republiki I, II, IV, V, VI, VII, VIII, IX i X kadencji. W latach 1989–1994 był równocześnie deputowanym do Parlamentu Europejskiego III kadencji, w którym pełnił funkcję wiceprzewodniczącego. Od 1995 do 1999 był ministrem ds. planowania i administracji terytorialnej, a od 1996 dodatkowo ministrem zaopatrzenia w gabinecie Antónia Guterresa.
Od 2000 do 2005 był prezesem Europejskiej Organizacji Pracodawców Sektora Publicznego (CEEP). Reprezentował tę organizację w Konwencie Europejskim. W trakcie X kadencji parlamentu złożył mandat poselski, obejmując funkcję dyrektora w Europejskim Banku Odbudowy i Rozwoju.

## Odznaczenia
- Krzyż Wielki Orderu Chrystusa (Portugalia, 2005)[9]
- Krzyż Wielki Orderu Zasługi Cywilnej (Hiszpania, 1998)
- Krzyż Wielki Orderu Zasługi RFN (Niemcy, 1999)
- Krzyż Wielki Orderu Zasługi (Chile, 2005)[10]